# الکساندر مارکوف
الکساندر مارکوف (بلغاری: Александър Марков؛ زادهٔ ۱۷ اوت ۱۹۶۱) بازیکن فوتبال اهل بلغارستان است.
از باشگاه‌هایی که در آن بازی کرده‌است می‌توان به باشگاه فوتبال لفسکی صوفیه و باشگاه فوتبال لوکوموتیو صوفیه اشاره کرد.
وی همچنین در تیم ملی فوتبال بلغارستان بازی کرده‌است.